# 周锡元
周锡元（1938年5月24日—2011年5月29日），中国地震工程专家。生于江苏无锡。1956年毕业于苏州建筑工程学校。中国建筑科学研究院工程抗震研究所研究员。1997年当选为中国科学院院士。